# Roberto González Prieto
Roberto González Prieto más conocido por su alias 'Pedro Brincos' (Líbano, Tolima, 11 de marzo de 1922-Lérida, Tolima, septiembre de 1963) fue un guerrillero liberal y posteriormente bandolero colombiano.

## Biografía
Nació en Líbano (Tolima) en 1922, prestó su servicio militar en el Batallón Ayacucho de Manizales y después, en el Batallón Guardia Presidencial. Tras la quema de la casa de sus padres durante La Violencia bipartidista, decide en 1949 unirse al grupo de autodefensas o guerrillas liberales de Agustín Bonilla Bocanegra 'El Diablo', en 1952 decide crear su propio grupo lo llamó 'La Línea'. Y a pesar de la amnistía del General Gustavo Rojas Pinilla, no se acoge a la misma. Para 1958 con el gobierno del liberal Alberto Lleras Camargo, Gonzalez prieto intenta acogerse a la amnistía y a la rehabilitación por parte del mismo. En marzo de ese año fue detenido por el Servicio de Inteligencia Colombiano (SIC), y en junio fue nuevamente capturado en 1959 fue dejado en libertad al no comprobarse los cargos que le imputaron, sin embargo sería detenido varias veces más y objeto de una polémica por un préstamo que se le realizó por parte de la Oficina de Rehabilitación, para comprar un finca en los llanos orientales, fue conocido como bandolero en Tolima, Caldas, Risaralda y Quindío.Sería capturado y dejado en libertad en otras ocasiones.

### De bandolero a guerrillero comunista
En 1959, con la formación del Movimiento Obrero Estudiantil y Campesino (MOEC) de ideología comunista, decide unirse al mismo para intentar conformar una nueva guerrilla con excombatientes de la violencia bipartidista. Intentó formar un grupo insurgente, denominado como 'Ejército Revolucionario de Colombia' en Urabá (Antioquia), donde fracasa y solo sostuvo un combate con el Ejército Nacional. A pesar de ese fracaso, Gonzalez intenta convencer a varios bandoleros de la época a unirse a su movimiento como José William Aranguren 'Desquite', y Jacinto Cruz Usma 'Sangrenegra', lo cual resulta infructuoso y decide formar un grupo en el Norte del Tolima junto a Ricardo Otero, que finalmente fracasa y es abatido en Lerida (Tolima) por el Batallón Colombia al mando del Coronel José Joaquín Matallana, en septiembre de 1963.